# Atos Davini
Atos Davini (San Giuliano Terme, 13 luglio 1937) è un attore italiano.

## Carriera
Dal 1961 è attore nella compagnia teatrale in vernacolo pisano La brigata dei dottori. Ha fatto anche qualche apparizione nel cinema, ricoprendo piccoli ruoli in Tiburzi e Confortorio, entrambi diretti da Paolo Benvenuti, in Delitti privati per Rai Uno sotto la direzione di Sergio Martino e in Domani accadrà, opera prima di Daniele Luchetti. È anche un poeta vernacolare.

## Filmografia

### Cinema
- Domani accadrà, regia di Daniele Luchetti (1988)
- Confortorio, regia di Paolo Benvenuti (1992)
- Tiburzi, regia di Paolo Benvenuti (1996)
- La marea silenziosa, regia di Tommaso Cavallini (2012)

### Televisione
- Delitti privati, regia di Sergio Martino (1993)
- I delitti del BarLume, regia di Roan Jonhson (2013-in corso)